# Chiyo (imię)
Chiyo (jap. ちよ, チヨ, 千代) – żeńskie imię japońskie, oznacza „tysiąc pokoleń”.

## Znane osoby
- Chiyo Okumura (チヨ), japońska piosenkarka popowa
- Chiyo Uno (千代), japońska pisarka

## Fikcyjne postacie
- Chiyo (チヨ), postać z mangi i anime Naruto
- Chiyo Mihama (ちよ), bohaterka mangi i anime Azumanga Daioh
- Chiyo Mikoshi (ちよ), postać z gry Genshin Impact
- Chiyo Tsukidate (千代), bohaterka mangi i anime Strawberry Panic!